# 昌図駅
昌図駅（しょうとえき）とは、中華人民共和国遼寧省鉄嶺市昌図県昌図鎮にある京哈線の駅。瀋陽鉄路局の管理下にあり、二等駅。

## 歴史
- 1901年　開業。

## 隣の駅
中華人民共和国鉄道部
京哈線
開原駅 - 昌図駅 - 四平駅
座標: 北緯42度46分39秒 東経124度07分06秒 / 北緯42.7776度 東経124.1183度